# Јељски рејон
Јељски рејон (блр. Ельскі раён; рус. Ельский район) административна је јединица другог нивоа на крајњем југу Гомељске области у Републици Белорусији.
Административни центар рејона је град Јељск.

## Географија
Јељски рејон обухвата територију површине 1.365,68 км² и на 18. је месту по површини у Гомељској области. Граничи се са Лељчицким рејоном на западу, Мазирским на северу и Наровљанским на истоку, те са Украјином на југу, југоистоку и југозападу.
Рејон се налази у подручју мочварне и ниске Мазирске полеске низије. Најважнији водотоци су десне притоке Припјата Славечна и Жалоњ.

## Историја
Рејон је основан 17. јула 1924. као Каролински рејон, а садашње име носи од 1931. године.

## Демографија
Према резултатима пописа из 2009. на том подручју стално је било насељено 17.839 становника или у просеку 13,06 ст/км².
Основу популације чине Белоруси (92,69%), Руси (3,63%), Украјинци (2,86%) и остали (0,82%).
Административно рејон је подељен на подручје града Јељска, који је уједно и административни центар рејона, и на још 8 сеоских општина. На целој територији рејона постоји укупно 67 насељених места.